# Parafia św. Urszuli w Ruchocicach
Parafia św. Urszuli w Ruchocicach – parafia rzymskokatolicka, znajdująca się w archidiecezji poznańskiej, w dekanacie grodziskim.